# Power Hits Estate 2020
Power Hits Estate 2020 è una compilation pubblicata il 28 agosto 2020 dalla casa discografica Warner Music Italy e contenente 67 brani presentati durante la serata del 9 settembre del programma omonimo.

## Tracce

### CD1
1. Tiziano Ferro & Jovanotti - Balla per me
2. Topic & A7S - Breaking Me
3. Lady Gaga & Ariana Grande - Rain on Me
4. Irama - Mediterranea
5. Dua Lipa - Break My Heart
6. Master KG feat. Nomcebo Zikode - Jerusalema
7. Mahmood, Sfera Ebbasta & Feid - Dorado
8. Gué Pequeno - Saigon
9. Billie Eilish - Ilomilo
10. The Weeknd - In Your Eyes
11. J-Ax - Una voglia assurda
12. Achille Lauro feat. Gow Tribe - Bam Bam Twist
13. Marracash & Elisa - Neon - Le ali
14. Luca Carboni - La canzone dell'estate
15. Alicia Keys - Underdog
16. Diodato - Un'altra estate
17. LP - The One That You Love
18. Tommaso Paradiso - Ma lo vuoi capire?
19. Powfu & Beabadoobee - Death Bed (Coffee for Your Head)
20. Random - Sono un bravo ragazzo un po' fuori di testa
21. Boomdabash & Alessandra Amoroso - Karaoke
22. Maroon 5 - Nobody's Love

### CD2
1. Coldplay - Champion of the World
2. Biagio Antonacci - Per farti felice
3. The Kolors - Non è vero
4. Benee feat. Gus Dapperton - Supalonely
5. Purple Disco Machine & Sophie and the Giants - Hypnotized
6. Fedez - Bimbi per strada (Children)
7. Rosalía & Travis Scott - TKN
8. Elenoir - Wrong Party
9. Le Vibrazioni - Per fare l'amore
10. Takagi & Ketra, Elodie & Mariah feat. Gipsy Kings, Nicolás Reyes & Tonino Baliardo - Ciclone
11. Nek - Ssshh!!!
12. DRD feat. Ghali, Madame & Marracash - Defuera
13. Aiello - Vienimi (a ballare)
14. Levante - Sirene
15. Pinguini Tattici Nucleari - Ridere
16. Doja Cat - Say So
17. Gaia - Chega
18. Gianna Nannini - La donna cannone
19. Danti feat. Raf & Fabio Rovazzi - Liberi
20. Ava Max - Kings & Queens
21. Francesco Gabbani - Il sudore ci appiccica
22. Lenny Kravitz - Ride

### CD3
1. The 1975 - If You're Too Shy (Let Me Know)
2. Zucchero Fornaciari - Soul Mama
3. Elodie - Guaranà
4. Surfaces - Sunday Best
5. Giusy Ferreri & Elettra Lamborghini - La Isla
6. Zoe Wees - Control
7. Celeste - Stop This Flame
8. Bobo Vieri, Nicola Ventola & Lele Adani - Una vita da Bomber
9. Willie Peyote feat. Shaggy & Don Joe - Algoritmo
10. Chili Giaguaro, Bianca Atzei & Michael Franti - Da domani
11. Karol G & Nicki Minaj - Tusa
12. Annalisa - Houseparty
13. Jawsh 685 & Jason Derulo - Savage Love (Laxed - Siren Beat)
14. Baby K - Non mi basta più (special guest Chiara Ferragni)
15. Gigi D'Alessio & Clementino - Como suena el corazon
16. Rocco Hunt & Ana Mena - A un passo dalla Luna
17. Francesco Renga - Insieme: grandi amori
18. Bob Sinclar - I'm on My Way
19. Gianluca Grignani - Non dirò il tuo nome
20. Alfa & Yanomi - Testa tra le nuvole, Pt. 2
21. Dotan - No Words
22. Fred De Palma feat. Anitta - Paloma
23. Federico Poggipollini - Inno di Mameli